# Diane Keaton

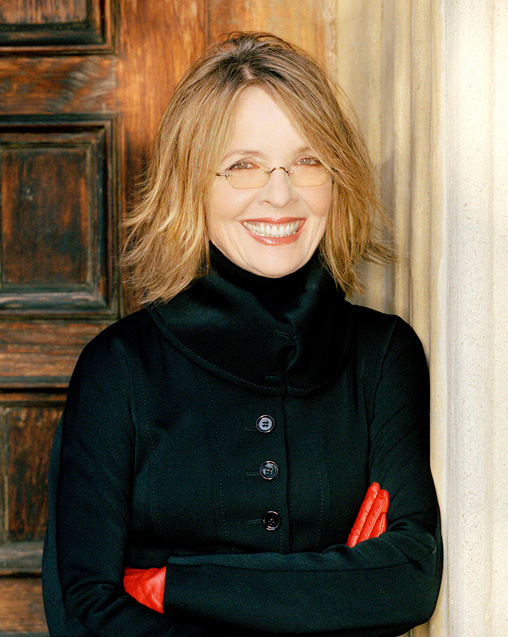
Diane Keaton, 2011

Diane Keaton (* 5. Januar 1946 als Diane Hall in Los Angeles, Kalifornien) ist eine US-amerikanische Schauspielerin, Filmproduzentin und Filmregisseurin. International bekannt wurde sie durch die Rolle der Kay Adams, der Geliebten von Michael Corleone, in Francis Ford Coppolas Mafiaepos Der Pate (1972) sowie dessen Fortsetzungen Der Pate – Teil II und Der Pate III. Für ihre Darstellung der Filmfigur Annie Hall in Woody Allens Der Stadtneurotiker (1977) wurde sie 1978 als beste Hauptdarstellerin mit einem Oscar und einem Golden Globe ausgezeichnet.

## Leben und Karriere
Keaton wurde 1946 als Diane Hall in Los Angeles geboren. Sie machte ihren Schulabschluss an der High School von Santa Ana und besuchte danach das Santa Ana College sowie die University of Southern California, bevor sie an die Ostküste zog, um am New Yorker Neighborhood Playhouse Schauspiel zu studieren.
Keaton ist der Geburtsname ihrer Mutter. Sie nahm ihn nach ihrem Beitritt zur Schauspielergewerkschaft an, weil dort bereits eine andere Diane Hall Mitglied war. Ihre Karriere begann am Broadway, wo sie von April 1968 bis Juli 1972 im Musical Hair auf der Bühne stand. Für Aufsehen sorgte ihre damalige Weigerung, am Ende des ersten Akts nackt aufzutreten. Während ihrer Arbeit am Broadway lernte sie den Regisseur Woody Allen kennen, der ihr die Rolle der Linda Christie in seinem Stück Play It Again, Sam verschaffte und mit dem sie auch privat eine Beziehung einging.
Ihr Filmdebüt gab Keaton 1970 in Liebhaber und andere Fremde mit Beatrice Arthur. Ihre Mitwirkung in Francis Ford Coppolas Der Pate zu Beginn ihrer Laufbahn 1972 – wie auch später in den Fortsetzungen 1974 und 1990, in denen sie die Freundin und spätere Ehefrau Michael Corleones (Al Pacino), Kay Adams, spielte – hat ihre Karriere wesentlich befördert.
Ihr erfolgreichster Film entstand 1977 in Zusammenarbeit mit ihrem damaligen Lebensgefährten Woody Allen: Der Stadtneurotiker. Für diesen Film erhielt sie den Oscar als beste Schauspielerin. Danach drehten sie noch eine ganze Reihe von Filmen zusammen. Für den Film Reds aus dem Jahr 1981 erhielt sie eine weitere Oscar-Nominierung. 1993 übernahm sie kurzfristig die weibliche Hauptrolle in Manhattan Murder Mystery von Woody Allen, nachdem sich dessen damalige Lebensgefährtin Mia Farrow von ihm getrennt hatte. Nach der Komödie Der Club der Teufelinnen 1996 mit Goldie Hawn und Bette Midler konnte sie erst 2003 wieder an frühere Erfolge anknüpfen. In Was das Herz begehrt stand sie mit Jack Nicholson und Keanu Reeves vor der Kamera. Für diese Darstellung erhielt sie einen Golden Globe sowie eine Oscar-Nominierung.
Ende der 1980er Jahre begann Keaton, auch selbst Regie zu führen, wie bei den Komödien Entfesselte Helden (1995) oder Aufgelegt! (2000). Sie hat zwei Adoptivkinder. Sie entschied sich im Alter von 50 Jahren zur Adoption, als sie sich durch den Tod ihres Vaters ihrer eigenen Sterblichkeit bewusst wurde.

## Filmografie (Auswahl)

### Darstellerin
- 1970: Liebhaber und andere Fremde (Lovers and Other Strangers)
- 1970: Love, American Style (Fernsehserie)
- 1970: Rod Serling’s Night Gallery (Fernsehserie)
- 1971: Men of Crisis: The Harvey Wallinger Story (Fernsehkurzfilm)
- 1971: FBI (The F.B.I., Fernsehserie)
- 1971: Mannix (Fernsehserie)
- 1972: Der Pate (The Godfather)
- 1972: Mach’s noch einmal, Sam (Play It Again, Sam)
- 1973: Der Schläfer (Sleeper)
- 1974: Der Pate – Teil II (The Godfather: Part II)
- 1975: Die letzte Nacht des Boris Gruschenko (Love and Death)
- 1976: Ich will, ich will … vielleicht? / Na Liebling, wie wär’s mit uns? (I Will, I Will … for Now)
- 1976: Und morgen wird ein Ding gedreht (Harry and Walter Go to New York)
- 1977: Der Stadtneurotiker (Annie Hall)
- 1977: Auf der Suche nach Mr. Goodbar (Looking for Mr. Goodbar)
- 1977: Der Pate: Die Saga (The Godfather: A Novel for Television, Fernsehserie)
- 1978: Innenleben (Interiors)
- 1979: Manhattan
- 1981: The Wizard of Malta (Kurzfilm)
- 1981: Reds
- 1982: Der Konflikt – Du oder Beide (Shoot the Moon)
- 1984: Die Libelle (The Little Drummer Girl)
- 1984: Flucht zu dritt (Mrs. Soffel)
- 1986: Verbrecherische Herzen (Crimes of the heart)
- 1987: Radio Days
- 1987: Baby Boom – Eine schöne Bescherung (Baby Boom)
- 1988: Der Preis der Gefühle (The Good Mother)
- 1990: Lemon Sisters
- 1990: Der Pate III (The Godfather Part III)
- 1991: Vater der Braut (Father of the Bride)
- 1992: First Lady im Zwielicht (Running Mates, Fernsehfilm)
- 1993: Manhattan Murder Mystery
- 1993: Kuck mal, wer da jetzt spricht (Look Who’s Talking Now, Stimme)
- 1994: Amelia Earhart – Der letzte Flug (Amelia Earhart: The Final Flight, Fernsehfilm)
- 1995: Ein Geschenk des Himmels – Vater der Braut 2 (Father of the Bride Part II)
- 1996: Der Club der Teufelinnen (The First Wives Club)
- 1996: Marvins Töchter (Marvin’s Room)
- 1997: Liebe aus zweiter Hand (The Only Thrill)
- 1997: Northern Lights (Fernsehfilm)
- 1999: Ganz normal verliebt (The Other Sister)
- 2000: Aufgelegt! (Hanging Up)
- 2001: Stadt, Land, Kuss (Town & Country)
- 2001: Schwester Marys Fegefeuer (Sister Mary Explains It All, Fernsehfilm)
- 2001: Plan B
- 2002: Crossed Over (Fernsehfilm)
- 2003: On Thin Ice (Fernsehfilm)
- 2003: Was das Herz begehrt (Something’s Gotta Give)
- 2005: Terminal Impact (Kurzfilm)
- 2005: Die Familie Stone – Verloben verboten! (The Family Stone)
- 2006: Surrender, Dorothy (Fernsehfilm)
- 2007: Von Frau zu Frau (Because I Said So)
- 2007: Mama’s Boy
- 2008: Das Muttersöhnchen (Smother)
- 2008: Mad Money
- 2010: Morning Glory
- 2011: Tilda (Fernsehfilm)
- 2012: Darling Companion
- 2013: The Big Wedding
- 2014: Ruth & Alex – Verliebt in New York (5 Flights Up)
- 2014: Das grenzt an Liebe (And So It Goes)
- 2015: Alle Jahre wieder – Weihnachten mit den Coopers (Love the Coopers)
- 2016: Findet Dorie (Finding Dory, Stimme von Jenny)
- 2016: The Young Pope (Fernsehserie, 10 Folgen)
- 2017: Hampstead
- 2018: Book Club – Das Beste kommt noch (Book Club)
- 2019: Dancing Queens
- 2019–2022: Grünes Ei mit Speck (Green Eggs and Ham, Fernsehserie, 23 Folgen, Stimme)
- 2020: Father of the Bride Part 3 (ish) (Kurzfilm)
- 2022: Mack & Rita
- 2023: Hochzeit auf Umwegen (Maybe I do)
- 2023: Book Club – Ein neues Kapitel (Book Club: The Next Chapter)
- 2024: Summer Camp
- 2024: Arthur's Whisky

### Regisseurin
- 1987: Heaven Is a Place on Earth (Musikvideo für Belinda Carlisle)
- 1987: Alles über Himmel und Hölle (Heaven, Dokumentation)
- 1990: China Beach (Fernsehserie, Episode: Fever)
- 1991: Twin Peaks (Fernsehserie, Episode 2x15)
- 1991: Wilde Sehnsucht (Wildflower, Fernsehfilm)
- 1995: Entfesselte Helden (Unstrung Heroes)
- 2000: Aufgelegt! (Hanging Up)
- 2001: Das Geheimnis von Pasadena (Pasadena, Fernsehserie, Pilotfolge)

### Produzentin
- 1989: Lemon Sisters
- 1997: Northern Lights
- 1999: Oh, What Time It Was (Fernsehserie)
- 2001–2002: Das Geheimnis von Pasadena (Pasadena, 13 Episoden)
- 2002: Crossed Over
- 2003: Elephant
- 2003: On Thin Ice (Fernsehfilm)
- 2006: Surrender, Dorothy (Fernsehfilm)
- 2022: Mack & Rita

## Auszeichnungen
Oscar
- 1978 gewonnen: Beste Hauptdarstellerin (Der Stadtneurotiker)
- 1982 nominiert: Beste Hauptdarstellerin (Reds)
- 1997 nominiert: Beste Hauptdarstellerin (Marvins Töchter)
- 2004 nominiert: Beste Hauptdarstellerin (Was das Herz begehrt)

Golden Globe Award
- 1978 gewonnen: Beste Hauptdarstellerin – Komödie oder Musical (Der Stadtneurotiker)
- 1978 nominiert: Beste Hauptdarstellerin – Drama (Auf der Suche nach Mr. Goodbar)
- 1982 nominiert: Beste Hauptdarstellerin – Drama (Reds)
- 1983 nominiert: Beste Hauptdarstellerin – Drama (Der Konflikt – Du oder Beide)
- 1985 nominiert: Beste Hauptdarstellerin – Drama (Flucht zu dritt)
- 1988 nominiert: Beste Hauptdarstellerin – Komödie oder Musical (Baby Boom)
- 1994 nominiert: Beste Hauptdarstellerin – Komödie oder Musical (Manhattan Murder Mystery)
- 1995 nominiert: Beste Hauptdarstellerin – Miniserie oder Fernsehfilm (Amelia Earhart – Der letzte Flug)
- 2004 gewonnen: Beste Hauptdarstellerin – Komödie oder Musical (Was das Herz begehrt)

BAFTA Award
- 1978 gewonnen: Beste Hauptdarstellerin (Der Stadtneurotiker)
- 1980 nominiert: Beste Hauptdarstellerin (Manhattan)
- 1983 nominiert: Beste Hauptdarstellerin (Reds)

American Film Institute
- 2017 gewonnen: AFI Life Achievement Award

Goldene Himbeere
- 2008 nominiert: Schlechteste Schauspielerin (Von Frau zu Frau)
- 2023 nominiert: Schlechteste Schauspielerin (Mack & Rita)

Goldene Kamera
- 2014: Lebenswerk International

Zurich Film Festival
- 2014: Golden Icon Award